# انریکه کلارمانت
انریکه کلارمانت (انگلیسی: Enrique Claramunt؛ زادهٔ ۱۲ ژوئیهٔ ۱۹۴۸) بازیکن فوتبال اهل اسپانیا است.
از باشگاه‌هایی که در آن بازی کرده‌است می‌توان به باشگاه فوتبال ویارئال و باشگاه فوتبال والنسیا اشاره کرد.